# گئورگه آساکی
گئورگه لازاری آساکی (ارمنی: Գեորգե Լազարի Ասաքի؛ انگلیسی: Gheorghe Asachi؛ ۱ مارس ۱۷۸۸ – ۱۲ نوامبر ۱۸۶۹) شاعر، نویسنده داستان کوتاه، نمایشنامه‌نویس، جستار، روزنامه‌نگار، ترجمه، نقاشی، مهندس، معمار، آموزگار، فرهنگستان، civil servant اهل ارمنی‌تبار مولدووا بود.

## زندگی‌نامه
وی در ۱ مارس ۱۷۸۸ در هرتسا به دنیا آمد و از دانشگاه لویو فارغ‌التحصیل گشت.  وی در ۱۲ نوامبر ۱۸۶۹ در سن ۸۱ سالگی در یاش درگذشت.